# Centropristis
Centropristis là một chi cá thuộc họ Serranidae. Có năm loài phân bố ở phía tây Bắc Đại Tây Dương. Các loài cá thuộc chi này thường được gọi là cá vược.
Cá vược đen (C. striata) có tầm quan trọng kinh tế trong đánh bắt cá thương mại và giải trí ở vùng biển ngoài khơi Bờ Đông Hoa Kỳ.
Các loài trong chi Centropristis bao gồm:

- Centropristis fuscula
- Centropristis ocyurus
- Centropristis philadelphica
- Centropristis rufus
- Centropristis striata